# Redlizzard
Redlizzard é uma banda portuguesa de rock, formada em Almada em 2008, por músicos com um percurso em bandas locais. Fundados por Patrick Elmer e Elvis Batista, os Redlizzard editaram até ao momento o EP In Your Face em 2011, o álbum The Red Album em 2015 e o The Black Album em 2019.
O seu estilo musical e as prestações ao vivo levaram a banda a conseguir alguns feitos, como a abertura do concerto dos Bon Jovi no Parque da Bela Vista em 2011, actuando para 56 mil pessoas.

## História

### Origens
A estreia ao vivo dos Redlizzard aconteceu em a 31 de Janeiro de 2009, no conhecido Ponto de Encontro (Casa Municipal da Juventude) em Almada, para cerca de 150 pessoas. A banda actuou depois em diversos bares e clubes, maioritariamente na área da Grande Lisboa.
Procurando mostrar a sua música a um público mais vasto e para dar a conhecer mais rapidamente o seu trabalho, os Redlizzard começam também a participar em concursos em diversas localidades do país. Nestes eventos, a banda destacou-se pelo 2º lugar obtido no Rock Alive'09, realizado no mítico Paradise Garage, pelo 1º lugar alcançado no 4º Concurso Pop-Rock Grândola 2010 e pela vitória no Battle of the Bands 2010, na Costa da Caparica.

### Inicio
Os Redlizzard iniciam o ano de 2011 entrando em estúdio para gravar o seu primeiro EP, intitulado In Your Face (edição de autor). Participam também nesse ano no XVI Festival Música Moderna de Corroios 2011, onde conseguem o 2º lugar e são escolhidos para participar nas eliminatórias do Concurso Have a Nice Day, no palco com os Bon Jovi - promovido pelo Hard Rock Cafe, Everything Is New e Rádio Comercial.
Após tocar em uma sala do Hard Rock Cafe completamente cheia, o júri escolhe a banda para disputar a final no programa Nightstage da Rádio Comercial. Esta oportunidade leva os Redlizzard a lançarem antecipadamente o EP, realizando uma pequena tournée de promoção antes do concerto com os Bon Jovi.
A 31 de Julho de 2011, os Redlizzard entraram em palco e actuam para 57.832 pessoas, partilhando a abertura do concerto dos Bon Jovi com os também portugueses Klepht. Em Outubro, a um mês de lançar o EP In Your Face, a banda sofre um revés com a saída do baixista, David.
A 17 de Novembro, os Redlizzard iniciam a tournée de promoção de In Your Face, já com o novo baixista Nuggy, na FNAC de Almada. Esta tournée prolonga-se por 2 anos e meio, passando por salas míticas como o Hard Rock Cafe, o Musicbox e a Aula Magna.
No Final do ano de 2011 os Redlizzard venceram os prémios Upper State Independent Awards (E.U.A.), em duas categorias: Best Pop Rock Band e Best International Band.

### The Red Album
Durante o ano de 2013, os Redlizzard começam a pensar no primeiro álbum da banda e contactam o produtor inglês "Slaughter" Joe Foster, que no seu curriculum tinha a produção de bandas como Jesus and Mary Chain, Primal Scream, ou My Bloody Valentine.
O processo de composição, pré-produção e gravação prolonga-se no tempo, devido ao final da tournée de In Your Face e à constante alteração de baixistas. A banda inicia as misturas do álbum na segunda metade de 2014 com João Martins Sela, conhecido produtor de bandas como Xutos & Pontapés, Da Weasel, João Pedro Pais ou UHF, entre outras.
E a 5 de Fevereiro 2015 sai o primeiro avanço de The Red Album, o tema "Reason to Live", já com o regresso da banda à sua formação original. A banda inicia então a promoção do disco, que é lançado a 7 de Abril e prossegue a sua promoção "na estrada", com a "The Red Tour 2015".
Após a primeira parte da Tour, o vocalista Mauro Carmo deixa a banda.

### The Black Album
Após três meses de audições, em Janeiro de 2016, os REDLIZZARD apresentam o novo frontman, Gerson Santos, ex-participante do programa Ídolos (4.ª edição), do Portugal no Festival Eurovisão da Canção 2012 e do The Voice Portugal (7.ª edição) lançando a música "The Answer", misturado pelo produtor multi-platinado Beau Hill (Winger, Warrant, Ratt, Europe, Kix, Alice Cooper).
Os Redlizzards fizeram uma pequena Tour de apresentação do novo vocalista e na qual tiveram tocaram com as bandas internacionais Ménage (luso-canadianos) e Tesouro (banda de tributo a Héroes del Silencio com Gonzalo Valdivia.
Durante o primeiro semestre de 2017 os Redlizzard fecharam-se no estúdio a escrever e a pré-produzir o novo álbum, chegando a registar alguns desses momentos em estúdio. E momentos antes do inicio das gravações a banda volta a sofrer o revés da saída do baixista David. Os Redlizzard convidam então Eurico Orvalho (Um Zero Azul) a preencher a vaga em aberto.
Os Redlizzard lançam o primeiro single "Let It Rock!" do novo álbum em Fevereiro de 2019 com as misturas mais uma vez a cargo de João Martins Sela com a produção conjunta da própria banda, João Martins Sela e Nuno Espírito Santo. Logo a pós a saída de "Let It Rock" a banda é convidada a fazer a primeira parte do músico norte americano Marco Mendonza, dos The Dead Daisies, que veio em digressão Europeia com o seu projecto a Lisboa.
A 23 de Março de 2019 é lançado o segundo single do The Black Album, chamado "Shake It" e "Back Together" foi o terceiro single, lançado a 3 de Maio. Ambos os singles foram mais uma vez misturados e masterizados pelo produtor americano Beau Hill.
O novo álbum foi lançado no dia 8 de junho de 2019. A Banda passou o resto do ano e o principio do ano de 2020 a promover o disco. Mas em Março 2020 a pandemia COVID-19 interrompeu abruptamente o mundo e durante 2 anos pouco mais se passou que um que 2 concertos e a regravação das vozes e baixos, tal como a remistura para a edição dos 10 anos do primeiro trabalho "In Your Face", que saiu em 17 de Novembro de 2021.
Mais uma vez os Redlizzard sofreram um revês com a saida de Gerson Santos, vocalista da banda.

### Novo Vocalista e The White Album
Na festa de lançamento do "In Your Face 10th Anniversary" a banda convidou um amigo de longa data a fazer o concerto, Hugo Baptista. A simbiose que existiu entre a banda e o Hugo nos ensaios e no concerto levou ambas as partes a unirem-se.
Hugo tem um vasto curriculum onde se e destaca a participação no coro Gospel “Saint Dominic’s Gospel Choir”, formou a banda The Guest e participou como backvocal do Azerbeijão no Festival da Festival Eurovisão da Canção 2018 e ainda nesse ano participou no The Voice Portugal (6.ª edição).
A chegada de Hugo Baptista traz uma nova energia, resultando em novas gravações e a promessa de um álbum. Mas, em 2023, problemas pessoais forçam a banda a adiar seus planos.
Em 24 de janeiro de 2024, os Redlizzard lançaram o primeiro single do “The White Album” chamado "No One’s Life”. Em 21 de maio de 2024, a banda lançou seu segundo single, "MadMachine", que também faz parte do "The White Album". Em setembro de 2024, os Redlizzard tiveram a oportunidade de abrir o concerto dos D-A-D no Salão Preto e Prata do Casino do Estoril .
A performance dos Redlizzard foi bem recebida pelo público, com destaque para a energia e presença de palco da banda. Eles tocaram músicas como "Losing Control", "Back Together" e "Let It Rock", que animaram a plateia e prepararam o terreno para a entrada dos D-A-D . Uma nova era se desenha, mostrando a força desta banda resiliente. Este é apenas o início de um capítulo emocionante que promete mais música e conquistas.

## Discografia

### EPs e álbuns de estúdio
- In Your Face - 2011
- The Red Album - 2015
- The Black Album - 2019
- In Your Face (10th Anniversary) - 2021

### Singles
- "Push It Babe" - 2011
- "If You know Love" - 2012
- "Reason to Live" - 2015
- "The Answer" (Beau Hill Mix)[22][23][24] - 2016
- "Let It Rock!"[25] - 2019
- "Shake It" (Beau Hill Mix)[26] - 2019
- "Back Together" (Beau Hill Mix)[27] - 2019
- "Losing Control" - 2019
- "Sometime It's You" - 2020
- "Push It Babe (10º Aniversário)" - 2021
- "No One's Life"[28][29] - 2024
- "MadMachine" [30] - 2021

## Componentes
Membros atuais
- Hugo Baptista (vocais)
- Patrick Elmer (guitarra)
- Elvis Batista (guitarra)
- Eurico Orvalho (baixo)
- Rick Gonçalves (bateria)

Ex-membros
- Gerson Santos (vocais)
- Mauro Carmo (vocais)
- David Smith (baixo)
- Mário "Nuggy" Valente (baixo)
- Rogério Rosário (baixo)

Músicos Convidados
- Nuno Espirito Santo (baixo)